# Pareas atayal
Espèce
Pareas atayal est une espèce de serpents de la famille des Pareatidae. 

## Répartition
Cette espèce est endémique de Taïwan. Elle se rencontre entre 100 et 2 000 m d'altitude.

## Étymologie
Cette espèce est nommée en référence à la distribution de cette espèce qui est commune avec celle des Atayal.

## Publication originale
- You, Poyarkov & Lin, 2015 : Diversity of the snail-eating snakes Pareas (Serpentes, Pareatidae) from Taiwan. Zoologica Scripta, vol. 44, no 4, p. 349–361.